# Gustav Brassert
Johann Gustav Brassert (* 19. September 1790 in Breslau; † 16. August 1861 in Halle (Saale)) war ein deutscher Berghauptmann und Abgeordneter.
Johann Gustav stammte aus einer alten, wohl ursprünglich sächsischen, aber seit Generationen in Schlesien lebenden Beamtenfamilie. Er studierte nach dem Abitur in Freiberg, arbeitete beim Oberbergamt Breslau, nahm an den Befreiungskriegen teil und kehrte dann nach Breslau zurück. 1817 wurde er zum Oberbergamtsassessor und technischen Mitglied des Oberbergamts Dortmund ernannt. 1822 erhielt er den Titel Oberbergrat und 1846 Geheimer Bergrat. 1851 übernahm er als Berghauptmann die Leitung des Oberbergamts Halle und trat sechs Jahre später in den Ruhestand.
Politisch war Brassert unbesoldeter Stadtrat in Dortmund. 1847 war er Mitglied des Ersten Vereinigten Landtags, 1854 Abgeordneter im Provinziallandtag der Provinz Westfalen für die Stadt Dortmund.
Er heiratete Henriette Brassert geborene Kortmann. Aus der Ehe gingen zehn Kinder hervor. Der älteste Sohn war Hermann Brassert, weitere Kinder waren Wilhelm (* 8. Januar 1922), Gustav und Alexander.